# 海伦·登曼
海伦·登曼（英語：Helen Denman，1976年9月4日—），澳大利亚女子游泳运动员。她曾代表澳大利亚参加1996年夏季奥林匹克运动会游泳比赛，获得女子4×100米混合泳接力银牌。

## 外部連結
- 海伦·登曼在国际奥林匹克委员会的资料